# Mogul-Axt
Die Mogul-Axt ist eine Streitaxt aus Indien.

## Beschreibung
Die Mogul-Axt hat eine einschneidige Klinge. Die Klinge ist glatt und an ihrem vorderen Ende meist mit einem stilisierten Antilopenkopf ausgestattet. Die Klinge ist fast halbrund und nur an der Außenseite scharf. Die Klingenhalterung am Schaft ist oft mit einer Tigerfigur ausgestattet. Der Schaft besteht aus Metall. Bei manchen Versionen ist in dem hohlen Schaft ein versteckter Dolch untergebracht, der eine Länge bis etwa 36 cm hat und dessen Heft den Knauf der Axt bildet. Dieser Axttyp wurde in der Ära des Mogulreiches (1526 bis 1858) in Indien benutzt.